# Politolana haneyi
Politolana haneyi är en kräftdjursart som beskrevs av Riseman och Brusca 2002. Politolana haneyi ingår i släktet Politolana och familjen Cirolanidae.
Artens utbredningsområde är Mexikanska golfen. Inga underarter finns listade i Catalogue of Life.